# Shukokai
Shūkōkai (修交会) ou xucocai é uma escola de caratê. Foi criada por Chojiro Tani, a qual se denomina também de Tani-Ha Shito-ryu (谷派糸東流). Não se pode dizer que se trata de um estilo próprio, porque seu criador não rompeu com seu estilo de origem, Shitō-ryū, mas, por outro lado, visa continuá-lo, apenas formantando conforme sua visão.

## Origem
O Shukokai foi fundado pelo Mestre Chojiro Tani em 1952, após a 2º Guerra Mundial. Tem a sua origem no ShitōRyū, e a Inglaterra foi a porta de entrada para a Europa em 1963.
Para chegar às origens do estilo Shūkōkai, deve-se recuar sessenta anos no tempo, situando-se na cidade de Kobe, Japão. O Sensei Chojiro Tani foi discípulo do Sensei Kenwa Mabuni no estilo por este fundado, o Shitō Ryu. Depois fundou a sua escola à qual deu o nome de Shukokai, que significa "uma via para todos".
Com técnicas e movimentos muito idênticos ao caratê tradicional, onde se destaca a sua rapidez, o Shukokai tem como objectivo a aplicação no oponente com a máxima eficácia.
O estilo Shito-ryu combina o poder e a força do estilo de naha-te com a velocidade e a elegância do estilo de shuri-te.
Dos seus próprios alunos cedo se notabilizou o sensei Shigeru Kimura, que se radicou no ocidente(New Jersey – EUA) donde, ocupando o cargo de instrutor chefe mundial do Kimura Shukokai Internacional (K.S.I.), desenvolveu e divulgou a técnica do Shukokai de forma a aliar ao seu tradicional pendor atacante maior velocidade, mobilidade e impacto.

## Em Portugal
Em Portugal, a prática do karaté só se pôde exandir após o 25 de Abril de 1974. Cinco anos volvidos, foi constituída a Associação Portuguesa de Karate Shukokai (A.P.K.S.).  Impulsionada pelo sensei Marcelo Azevedo, (8º Dan), antigo aluno do sensei Shigeru Kimura em Moçambique, a A.P.K.S. faz parte da Federação Nacional de Karate de Portugal e tem registado um crescimento digno de nota ao longo dos anos. Com efeito, a A.P.K.S., organizou o seu primeiro mundial de Shukokai no Porto, logo em 1983.
Em 1993, organizou outro em Coimbra, onde Ricardo Teixeira se viria a sagrar o primeiro português campeão mundial da modalidade, com apenas 20 anos de idade. Mais tarde, aparece um outro carateca, Nuno Dias actualmente é o melhor carateca nacional e entre os melhores a nível internacional com um palmarés invejável.
Actualmente a APKS, cerca de 2000 caratecas praticam o estilo Shukokai em 40 dojôs espalhados pelo continente e região autónoma da Madeira.É de referir a extrema importância do contributo dado pelo sensei Elmano Caleiro (7ºdan Hayashi Ha Kai) durante a década de 1970 para o desenvolvimento deste estilo em Portugal. Tendo Sensei Marcelo Azevedo elevado a fasquia do shukokai em Portugal para níveis mundiais.
A APKS preparou a edição de 2010 do KSI Karate World Championships, em Lisboa. Pela primeira vez, o caratê apareceu associado (a esta escala), a um conjunto de manifestações culturais, com parceria com entidades como a Faculdade de Belas Artes da Universidade de Lisboa, Fundação Oriente, Cinemateca Portuguesa (entre outras) ao promover a edição da "Semana da Ásia | Miscigenações", com edição de concursos de Artes Plásticas sobre o tema do caratê, workshops sob aspectos da cultura oriental ( gravura japonesa, pintura, bonsai, cinema, música, dança, etc. ) e de um Ciclo de Conferências sobre o tema que lhe mereceu referência de excelência a nível internacional, registada no livro então editado de memórias do evento.